# Torneo WTA de Tokio 2024
El Toray Pan Pacific Open 2024 fue un torneo de tenis jugado en canchas duras indoor. Fue la 39.ª edición del Toray Pan Pacific Open, y formó parte de los torneos WTA 500 de la WTA Tour 2024. Se llevó a cabo en Tokio (Japón) del 21 de octubre al 27 de octubre de 2024.

## Distribución de puntos
| Modalidad           | Campeona | Finalista | Semifinales | Cuartos de final | 2ª ronda | 1ª ronda | Clasificadas | 3ª ronda de clasificación | 2ª ronda de clasificación | 1ª ronda de clasificación |
| Individual femenino | 500      | 325       | 195         | 108              | 60       | 1        | 25           | 18                        | 13                        | 1                         |
| Dobles femenino     | 500      | 325       | 195         | 108              | -        | 1        | -            | -                         | -                         | -                         |

## Cabezas de serie

### Individual femenino
| Tenista             | Ranking | Preclasificada |
| Zheng Qinwen        | 7       | 1              |
| Beatriz Haddad Maia | 10      | 2              |
| Daria Kasatkina     | 11      | 3              |
| Anna Kalinskaya     | 12      | 4              |
| Paula Badosa        | 15      | 5              |
| Diana Shnaider      | 16      | 6              |
| Magdalena Fręch     | 24      | 7              |
| Leylah Fernandez    | 34      | 8              |
| Katie Boulter       | 35      | 9              |
| Wang Xinyu          | 39      | 10             |

- Ranking del 14 de octubre de 2024.[2]

### Dobles femenino
| Tenista                           | Ranking | Preclasificada |
| Gabriela Dabrowski Erin Routliffe | 7       | 1              |
| Asia Muhammad Demi Schuurs        | 42      | 2              |
| Sofia Kenin Bethanie Mattek-Sands | 48      | 3              |
| Cristina Bucșa Monica Niculescu   | 58      | 4              |

## Campeonas

### Individual femenino
Zheng Qinwen venció a  Sofia Kenin por 7-6(5), 6-3

### Dobles femenino
Shuko Aoyama /  Eri Hozumi vencieron a  Ena Shibahara /  Laura Siegemund por 6-4, 7-6(3)